# Liebenberg (Löwenberger Land)
Liebenberg ist ein Ortsteil der Gemeinde Löwenberger Land im Norden des Landes Brandenburg. Seit dem 16. Jahrhundert wurde die Entwicklung des Ortes durch Schloss Liebenberg geprägt. Theodor Fontane behandelte in seinem Buch Fünf Schlösser von 1889, dem fünften Band der Wanderungen durch die Mark Brandenburg, Schloss Liebenberg.

## Geographie

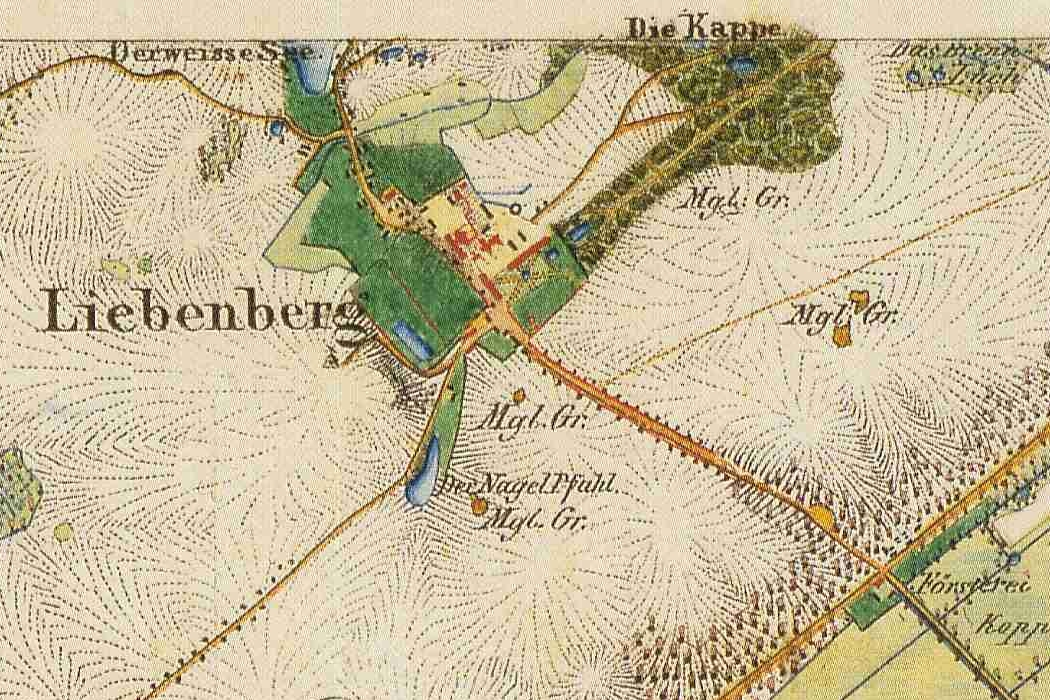
Liebenberg auf einem Messtischblatt der Preußischen Uraufnahme von 1840

Liebenberg liegt im Südosten des Naturraums der Granseer Platte und wird von der Bundesstraße 167 durchquert. Zum Ortsteil gehören die Wohnplätze Hertefeld und Luisenhof. Die größten Seen sind der Große Lankesee, der Weiße See, der Moddersee und der Lindsee. Liebenberg grenzt im Norden an den Ortsteil Häsen und die Stadt Zehdenick, im Osten an den Ortsteil Falkenthal, im Süden an die Stadt Liebenwalde, im Süden und Westen an den Ortsteil Grüneberg sowie im Westen an den Ortsteil Neulöwenberg.

## Geschichte
Auf einer Halbinsel im Großen Lankesee liegt der Burgstall des slawischen Burgwalls Liebenberg aus dem 8. bis 12. Jahrhundert. Liebenberg wurde erstmals 1267 urkundlich als Leveberge in Bistumsbesitz erwähnt. 1459 wurde die Schreibweise Lievenberg vermerkt. Die Bezeichnung Dorf an einem lieben Berg war ein typischer Name der mittelalterlichen deutschen Ostsiedlung, „er drückt etwas Schönes aus, um Siedler anzulocken […].“
Die Feldsteinkirche hat ihren Ursprung im 13. Jahrhundert. Die Familie von Bredow entwickelte den Ort im 16. Jahrhundert zum Rittersitz. Ab 1652 führte das klevesche Adelsgeschlecht derer von und zu Hertefeld die Güter zum Wohlstand. Das Schloss entstand in mehreren Bauphasen 1743 bis 1906.
1816/18 kam Liebenberg von Glin-Löwenbergischen Kreis der Mark Brandenburg an den neuen Kreis Templin der Provinz Brandenburg. 1867 fiel das Gut im Erbgang an die Grafen zu Eulenburg. Der ehemalige Barockgarten wurde im 19. Jahrhundert in Anlehnung an Gestaltungsentwürfe von Peter Joseph Lenné zum Landschaftspark überformt. 1908 kam die Villa Seehaus oberhalb der Großen Lanke hinzu. Das Gut wurde während des Kaiserreiches, der Zeit des Nationalsozialismus und in der Deutschen Demokratischen Republik von Jagdgesellschaften der jeweiligen Staatsspitzen genutzt.
Vom Herbst 1943 bis zum Frühjahr 1945 war das Kaiser-Wilhelm-Institut für Zellphysiologie unter Leitung von Otto Warburg kriegsbedingt in das Seehaus Liebenberg ausgelagert. Nach dem Ende des Zweiten Weltkrieges wurden Schloss und Gut Liebenberg durch die Sowjetische Militäradministration in Deutschland entschädigungslos enteignet und der Sozialistischen Einheitspartei Deutschlands (SED) zur Versorgung der Parteihochschule „Karl Marx“ übergeben. Im Schloss entstanden Wohnungen, Gewerberäume, eine Arztpraxis und ein Kindergarten. Das Gut wurde ein Betrieb der SED. Das Seehaus wurde als Feriendomizil durch das Zentralkomitee der SED genutzt.
Seit der Verwaltungsreform von 1952 gehörte Liebenberg zum Kreis Gransee des Bezirks Potsdam. Am 1. Januar 1957 wurde Liebenberg nach Neulöwenberg eingemeindet. Am 31. Dezember 1997 schloss sich die Gemeinde Neulöwenberg mit neun weiteren Gemeinden zur neuen Gemeinde Löwenberger Land zusammen. Neulöwenberg und Liebenberg bilden seitdem jeweils einen Ortsteil.
Nach der Deutschen Wiedervereinigung ging das Gut nach mehreren Zwischenbesitzern an die DKB STIFTUNG für gesellschaftliches Engagement, die es für gemeinnützige Zwecke und als Veranstaltungs- und Tagungszentrum. Die DKB STIFTUNG fokussiert sich auf vier Bereiche: Bildung für nachhaltige Entwicklung, kulturelle Bildung und Nachwuchsförderung, Inklusion und Prävention sowie die Pflege und die Vermittlung des kulturellen Erbes von Schloss und Gut Liebenberg. Seit 2009 werden das Hotel Schloss & Gut Liebenberg von ihr und das Jugenddorf am Ruppiner See in Gnewikow als eigenständige Integrationsunternehmen geführt.
Das ehemalige Vorwerk Luisenhof wird seit 1993 durch die Lebenshilfe Oberhavel Nord e. V. betrieben. Dort werden im Rahmen der Teilhabe am Arbeitsleben berufliche Rehamaßnahmen für Menschen mit Behinderungen im Bereich Tierzucht/Tierpflege und Stallmanagement angeboten.

## Einwohnerentwicklung
Die folgende Tabelle zeigt die Einwohnerentwicklung von Liebenberg zwischen 1875 und 1950 im Gebietsstand des jeweiligen Stichtages:
| Stichtag      | Einwohner | Bemerkungen                           |
| ------------- | --------- | ------------------------------------- |
| 1. Dez. 1875  | 260       | Volkszählung                          |
| 1. Dez. 1890  | 241       | Volkszählung                          |
| 1. Dez. 1910  | 404       | Volkszählung                          |
| 16. Juni 1925 | 384       | Volkszählung                          |
| 16. Juni 1933 | 308       | Volkszählung                          |
| 17. Mai 1939  | 323       | Volkszählung                          |
| 29. Okt. 1946 | 423       | Volkszählung                          |
| 31. Aug. 1950 | 456       | letzte Volkszählung vor Eingemeindung |

## Persönlichkeiten

### In Liebenberg geboren
- Eberhard Heinrich Daniel Stosch (1716–1781), Theologe
- Ferdinand Stosch (1717–1780), Theologe
- Wilfried von Engelhardt (1928–2015), Testpilot

### Mit Liebenberg verbunden
- Paul Ernst Jablonski (1693–1757), Theologe und Orientalist, Prediger in Liebenberg
- Friedrich zu Eulenburg (1815–1881), preußischer Staatsmann, beigesetzt in Liebenberg
- Philipp zu Eulenburg (1847–1921), preußischer Diplomat, Gutsbesitzer von Liebenberg
- Friedrich Wend zu Eulenburg (1881–1963), Landwirt, Gutsbesitzer von Liebenberg
- Otto Warburg (1883–1970), Biochemiker, Arzt und Physiologe, 1943–1945 Leiter des Kaiser-Wilhelm-Instituts für Zellphysiologie in Liebenberg
- Karl zu Eulenburg (1885–1975), Philologe und Schriftsteller, lebte zeitweise in Liebenberg
- Libertas Schulze-Boysen (1913–1942), Widerstandskämpferin gegen den Nationalsozialismus, lebte zeitweise in Liebenberg
- Dagmar von Pannwitz (1890–1935), geb. Grfn v. Dankelmann, Cousine von Siegwart zu Eulenburg, lebte zeitweise auch in Liebenberg